# Buftea

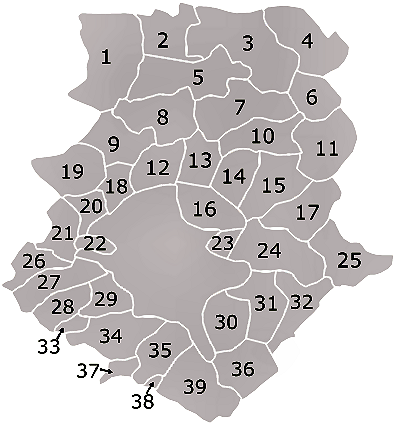
Indeling van Ilfov. Gemeente Buftea is nummer 19.

Buftea is een stad in het district Ilfov, in Roemenië. De stad heeft 20.350 inwoners.
Buftea is een van de belangrijkste steden van Ilfov en kan meegerekend worden tot een voorstad van Boekarest. De enige filmstudio van Roemenië (MediaPRO studio) ligt in Buftea, waar al veel Roemeense films zijn opgenomen.

## Geschiedenis
De eerste vermelding van de stad was op 15 juni 1577 door Alexander II Mircea, die het heeft over een nederzetting aan de rivier Colentina.
De naam Buftea heeft het al sinds 20 juli 1752.
Lange tijd in de geschiedenis heeft de stad tot Walachije gehoord.

## Populatie
- 1977: 14.891
- 1992: 19.399
- 2002: 20.350

De stad heeft een bevolkingsdichtheid van 437 inw/km².

## Ligging
Buftea ligt 20 km ten noordwesten van Boekarest, 40 km ten zuiden van Ploiești, aan de rivier Colentina.
Het ligt aan twee belangrijke wegen. De DN 1 tussen Boekarest en Brașov en de DN 7 tussen Boekarest en Pitești via Târgoviște.
Ook gaan er een belangrijke spoorwegen door de stad, die parallel lopen met de wegen.
Buftea ligt dicht bij de twee grootste vliegvelden van Roemenië, Baneasa en Otopeni Airport.